# الصعايدة وصلوا (مسرحية)
مسرحية مصرية كوميدية ساخرة عرضت عام 1989  بطولة كل من الفنانين:
احمد بدير وميمي جمال وسوسن بدر ومحي الدين عبد المحسن
 وظهر في العمل أيضا الفنانة فيفي عبده.
تعكس المسرحية جانب من الثقافة المصرية خصوصا في منطقة صعيد مصر بطريقه فكاهية.
تعتبر من أنجح المسرحيات وأكثرها رواجا  ونجاحا  في العالم العربي نظرا لاحتوائها على مجموعة من النكت والمواقف الكوميدية.

## وصلات خارجية
- اعلان قديم للمسرحية يقوم به أبطال العمل على يوتيوب